# Asher Reich

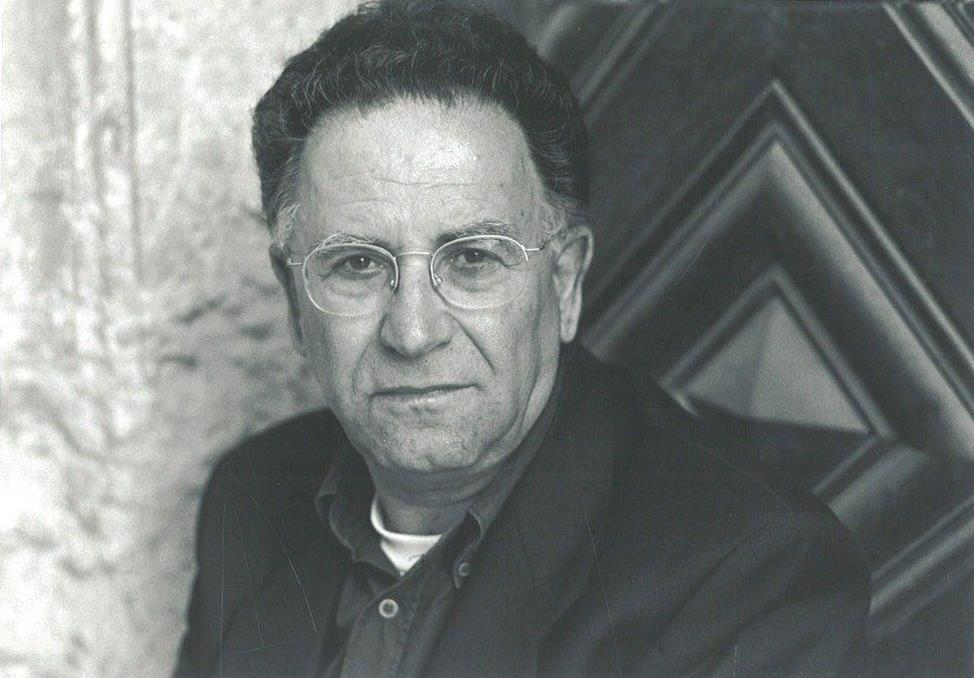
Asher Reich (2020)

Asher Reich (hebräisch אשר רייך; geboren am 5. September 1937 in Jerusalem; gestorben am 14. Mai 2025 in Tel Aviv-Jaffa) ist ein hebräischsprachiger israelischer Schriftsteller und Lyriker.

## Leben
Asher Reich wurde 1937 auf dem Gebiet des seinerzeit britischen Völkerbundsmandates für Palästina geboren. Er wuchs isoliert vom weltlich-modernen Leben in Mea Shearim, einem jüdisch-orthodoxen Stadtviertel Jerusalems, auf und erhielt eine streng religiöse Erziehung im Elternhaus und in der Schule. Nach dem zweijährigen Wehrdienst in den Israelischen Verteidigungsstreitkräften studierte er hebräische Literatur und Philosophie an der Hebräischen Universität Jerusalem. Danach arbeitete er in Tel Aviv als Journalist für verschiedene Zeitungen und unterrichtete kreatives Schreiben an der Ben-Gurion-Universität des Negev. Von 1980 bis 2002 war er Chefredakteur der Literaturzeitschrift des israelischen Schriftstellerverbandes. 1984 war Reich als Writer in Residence an die University of Iowa eingeladen und in den Jahren 1990 und 2004 als DAAD-Stipendiat in Berlin.
Sein erster Lyrikband wurde 1961 veröffentlicht und von der American Israel Cultural Foundation gefördert. Neben einer Vielzahl von Lyrikbänden schrieb er Hörspiele und Erzählungen sowie den autobiographischen Roman Sichronot schel choleh schichechah (1993), der während seines Berlin-Aufenthaltes 1990 entstand.
1988 erhielt Reich den Literaturpreis des israelischen Verlegerverbands, 1989 den Literaturpreis des israelischen Ministerpräsidenten und im Jahr 2000 den Großen Preis des israelischen Staatspräsidenten. Seit 1998 ist er Mitglied der Deutschen Akademie für Sprache und Dichtung in Darmstadt.
Reich lebt in Tel Aviv.

## Werke in deutscher Übersetzung
- Ein Mann mit einer Tür. Erzählungen. Aus dem Hebräischen von Ruth Achlama. S. Fischer, Frankfurt am Main 2012.
- Das Haus, das uns bewohnt. Asher Reich/Said. Ein israelisch-iranisches Poetengespräch. Mit einem Nachwort von Christoph Lindenmeyer. Lyrik Kabinett, München 2009.
- Erinnerungen eines Vergesslichen. Roman. Aus dem Hebräischen von Ruth Achlama.  Bleicher, Gerlingen 2000.
- Tel Aviver Ungeduld. Gedichte. Aus dem Hebräischen übertragen von Lydia Böhmer und anderen. Dielmann, Frankfurt am Main 2000
- Arbeiten auf Papier. Gedichte. Mit einem Nachwort von Christoph Meckel. Aus dem Hebräischen von Judith Brüll u. a. Rowohlt, Reinbek bei Hamburg 1992.